# Medalha Militar de Mérito Militar
A Medalha Militar de Mérito Militar é uma medalha militar portuguesa, criada em 28 de Maio de 1946, que tem como objectivo galardoar militares que revelem excepcionais qualidades e virtudes militares, pelas quais devem ser especialmente apontados ao respeito e à consideração pública. A Medalha Militar de Mérito Militar pode igualmente ser concedida a militares estrangeiros. 

## Graus
A Medalha de Mérito Militar compreende os seguintes graus, em ordem decrescente de preeminência: 
- Grã-Cruz (GCMM)
- 1.ª Classe (MPMM)
- 2.ª Classe (MSMM)
- 3.ª Classe (MTMM)
- 4.ª Classe (MQMM)

## Concessão
A medalha de mérito militar só pode ser concedida: 
- A Grã-Cruz da Medalha de Mérito Militar (GCMM) só pode ser concedida a Oficiais-Generais;
- As restantes classes da medalha de Mérito Militar podem ser concedidas aos militares que possuam o seguinte posto ou graduação:

1.ª Classe (MPMM) - Oficial General, Coronel ou Capitão-de-Mar-e-Guerra;
2.ª Classe (MSMM) - Tenente-Coronel, Capitão-de-Fragata, Major ou Capitão-Tenente;
3.ª Classe (MTMM) - Capitão, Primeiro-Tenente, outros Oficiais e Sargento-Mor;
4.ª Classe (MQMM) - Outros Sargentos e Praças.